# フランケンシュタインが生まれた夜
「フランケンシュタインが生まれた夜」（フランケンシュタインがうまれたよる、原題 : The Haunting of Villa Diodati）は、イギリスのSFドラマ『ドクター・フー』の第12シリーズ第8話。脚本はマキシン・アルダートン、監督はエマ・サリバンが担当し、2020年2月16日に BBC One で初放送された。 
本作には「散りゆくドクター」（2017年）が最後の登場となっていたサイバーマンが再登場した。視聴者数は507万人で、批評家からは好評であった。

## あらすじ
13代目ドクター（演:ジョディ・ウィテカー）らは1816年のスイスのディオダティ荘を訪れ、『フランケンシュタイン』の著者メアリー・シェリー（演:リリー・ミラー）と出会う。彼女が『フランケンシュタイン』を執筆したのはディオダティ荘にインスパイアされたためであるが、ディオダティ荘の怪奇現象が孤高のサイバーマンと彼の求めるサイバーマンのデータベース"サイベリアム"によるものであることが明らかになる。

### 連続性

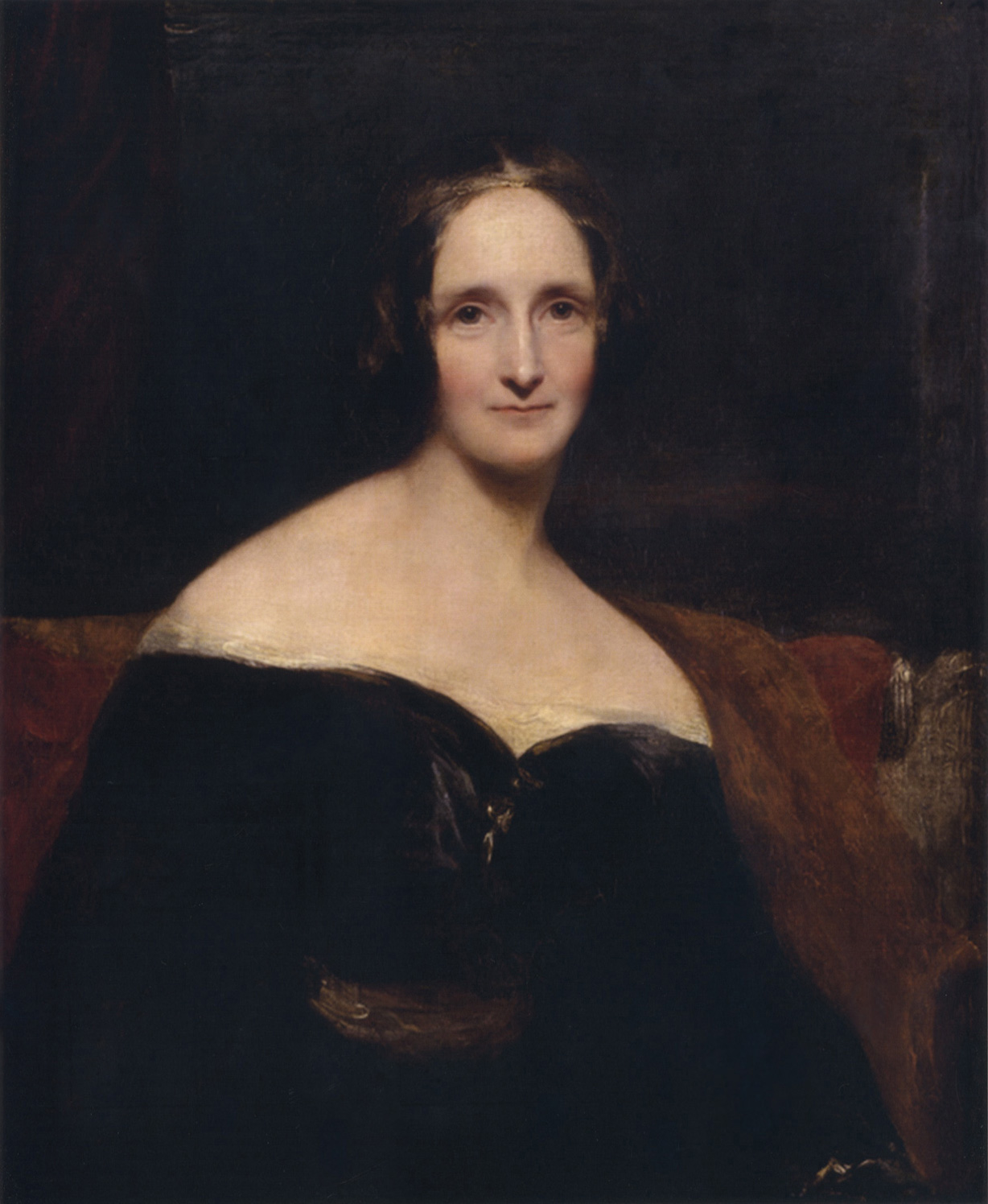
メアリー・シェリーが『ドクター・フー』に初登場したのは本作ではなく、ビッグ・フィニッシュ・プロダクションのオーディオであった。

孤高のサイバーマンは「ジュドゥーンの襲来」において、ジャック・ハークネスがグレアム、ライアン、ヤズを介してドクターに警告を伝えた存在であった。ドクターは彼らにサイバーマンについて教える際、「残酷な宇宙の時間」でサイバーマンに改造されたかつてのコンパニオンのビル・ポッツについて言及している。孤高のサイバーマンは残る第12シリーズのフィナーレ「サイバーマンの再興」「時を超えた子供たち」にも続けて登場した。
ビッグ・フィニッシュ・プロダクションのオーディオシリーズでは、メアリー・シェリーが1816年前後に8代目ドクターと出会い、一時的にコンパニオンになった。2011年のオーディオ The Silver Turk では2人が損傷したサイバーマンと遭遇し、シェリーはこの出来事にインスパイアされて『フランケンシュタイン』を執筆した。
本作に登場したジョージ・ゴードン・バイロンは、「スパイフォール」パート2でドクターと共に行動したエイダ・ラブレスの父親である。

## 製作

### 脚本
「フランケンシュタインが生まれた夜」はマキシン・アルダートンが脚本を執筆した。クリス・チブナルはアルダートンについて「絶対的なメアリー・シェリーとバイロン……彼女はそのエキスパートだ」と評価した。エピソードの設定の大部分は、1815年のタンボラ山噴火に起因する夏のない年において見舞われた暴風雨も含め、バイロン卿やメアリーらについて判明している史実に基づいている。

### 配役
ジョン・ポリドリはマックス・ボルドリーが、バイロン卿はジェイコブ・コリンズ＝レヴィが演じた。

### 撮影
前話「悪魔の呼び声」と本作からなる第4製作ブロックはエマ・サリバンが監督した。村の内装にはMerthyr Mawr (en)  estate がロケ地に使用された。

## 放送と反応
| 専門評論家によるレビュー | 専門評論家によるレビュー |
| レビュー・スコア         | レビュー・スコア         |
| 出典                     | 評価                     |
| ------------------------ | ------------------------ |
| The A.V. Club            | B                        |
| メトロ                   | [ 13 ]                   |
| ラジオ・タイムズ         | [ 14 ]                   |
| インデペンデント         | [ 15 ]                   |
| デイリー・テレグラフ     | [ 16 ]                   |

「フランケンシュタインが生まれた夜」はイギリスでは2020年2月16日に放送され、日本では2020年8月12日からHuluで字幕版・吹替版共に配信が開始された。
イギリスでのその晩の視聴者数は386万人で、その日7番目に多く視聴された番組になった。Audience Appreciation Index は80であった。合計視聴者数は507万人で、その週のイギリスのテレビ番組では第31位の記録であった。